# Bāyazīd Bistāmī

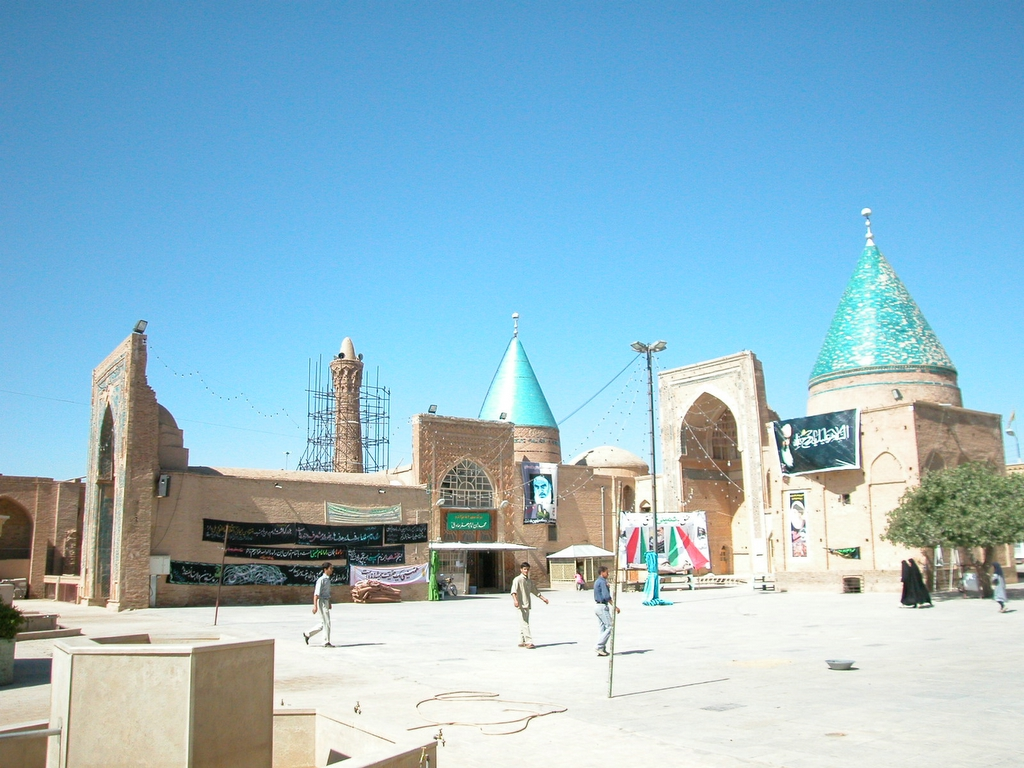
Mausoleum und Moschee in Bastam/Provinz Semnan

Bāyazīd Bistāmī, eigentlich Abū Yazīd Taifūr ibn ʿĪsā al-Bistāmī (persisch ابو يزيد طيفور پور عيسى پور آدم پور سروشان بسطامى, DMG Abū Yazīd Ṭeifūr-Pūr-e ‘Īsā-Pūr-e Ādam-Pūr-e Sorūšān-e Basṭāmī * 803 in Bastam, Provinz Semnan, Iran; † 875) war ein persischer islamischer Mystiker des Sufismus.

## Leben
Bāyazīds Großvater war ein Zoroastrier aus Persien, der zum Islam konvertiert ist. Bāyazīd lebte nach Angaben frühislamischer Biographien in strenger Askese und Meditation. Wie bei vielen anderen Sufis war Hungern und Armut ein wichtiger Teil seines spirituellen Wegs. Neben Ibrahim ibn Adham ist er der einzige bekannte frühe Sufi, von dem auch ein zölibatäres Leben überliefert ist. Bāyazīd hat keine Bücher geschrieben, das Wesentliche seiner Lehre ist durch seine Schüler überliefert.
Bāyazīd glaubte als erster Sufi daran, die eigene Auflösung (fana) erreicht zu haben. Er habe sich aus seinem Ich geschält und die Vereinzelung erreicht. Zeitweise habe er die Einheit zwischen dem Geliebten, dem Liebenden und der Liebe erreicht. Orientalisten sehen hier einen Einfluss aus indischen Lehren, speziell von dem indischen Philosoph Shankara. Zeitgenössische Sufis bezweifelten diesen Erfolg und bedauerten Bāyazīd für seinen Irrtum, darunter Dschunaid und al-Hallādsch. Sie meinten, Bāyazīd sei nur an die Schwelle des fana gekommen und dort stehengeblieben.
Der Grabturm (gumbad) seines Mausoleums in Bastam ist ein besonders charakteristisches Beispiel für einen Turmtyp des 11. bis 14. Jahrhunderts.

## Bāyazīd als berauschte Figur
Bāyazīd bildet in vielen populären Texten als berauschter Sufi den Gegenpol zum nüchternen Sufi, der von seinem Zeitgenossen Dschunaid dargestellt wird. Beide Figuren gehören zu einer Auslegungstradition, die im 11. Jahrhundert mit al-Hudschwiris Sufi-Handbuch Kashf al-mahjub begründet wurde. Der Rausch (sukr) von Bāyazīd meint in diesem Kontext nicht ausschließlich Trunkenheit oder Drogenrausch, sondern kann auch als leidenschaftliche, liebende Ekstase verstanden werden. Bāyazīds unkontrollierte Berauschtheit wird in diesen Texten als eine funktionierende, aber doch minderwertige Form der Annäherung an Gott diskutiert, während der nüchterne Weg von Dschunaid als die überlegene Variante dargestellt wird. Es ist unklar, wie weit das Leben Bāyazīds mit diesen Anekdoten übereinstimmt, am wahrscheinlichsten ist, dass der Sufi von späteren Autoren sowohl wegen seiner bemerkenswerten Ekstasefähigkeit als auch wegen seiner auf hohem Niveau gescheiterten Einheit mit Gott für diese Rolle ausgewählt wurde.

## Werke
- Sufi Bayezid Bastâmi: „Licht über Licht“: Aussprüche und Unterweisungen. Verlag Heilbronn, Heilbronn 1990, ISBN 3-923000-51-0